# Morti nell'870
| Questa pagina contiene informazioni ricavate automaticamente dalle voci biografiche con l'ausilio del template Bio e di un bot. L'aggiornamento è periodico e automatico e ricostruisce completamente la pagina. Se manca una persona in questa lista, sei pregato di non aggiungerla, ma accertati piuttosto che la sua voce biografica contenga il template Bio e che i dati anagrafici siano correttamente compilati. Se il template Bio manca, inseriscilo tu stesso o, in alternativa, metti l'avviso {{tmp\|Bio}} che ne segnala la mancanza. Se i dati riportati sono sbagliati, correggi direttamente la voce biografica; le modifiche saranno visibili in questa lista entro pochi giorni. Per chiarimenti vedi il progetto biografie. La lista contiene solo le 13 persone che sono citate nell'enciclopedia e per le quali è stato implementato correttamente il template Bio. Pagina aggiornata al 10 feb 2025. |

- 4 febbraio - Ceolnoth, arcivescovo anglosassone
- 21 giugno - Al-Muhtadi, arabo
- 1º settembre - Bukhari (n. 810)
- 27 dicembre - Enea di Parigi, vescovo e teologo francese
- Cesario Console, militare italiano
- Gregorio III di Napoli, nobile italiano
- Ingeltrude, nobile franca
- Michele I di Alessandria, arcivescovo ortodosso egiziano
- Otgerio, conte
- Rastislav di Moravia, sovrano
- Vandalberto di Prüm, teologo e poeta tedesco (n. 813)
- Muslim ibn al-Hajjaj, giurista arabo (n. 817)
- Ali ibn Rabban al-Tabari, medico persiano (n. 838)